# Belfagor o Il fantasma del Louvre
Belfagor o Il fantasma del Louvre (Belphégor ou Le fantôme du Louvre) è una miniserie televisiva francese diretta da Claude Barma, trasmessa dalla televisione pubblica francese dal 6 al 27 marzo 1965, in quattro puntate; nell'edizione italiana dell'anno successivo, il girato è stato suddiviso invece in sei puntate.
La serie ebbe un successo internazionale e fu trasmessa in sedici paesi di tre continenti: il Belgio, i Paesi Bassi, la Svezia, la Norvegia, la Finlandia, le Danimarca, la Svizzera, l'Italia, il Portogallo, la Spagna, l'Austria, la Germania Occidentale, l'Ungheria, la Polonia, il Canada e il Giappone. In Francia, il numero dei telespettatori – eccezionale per l'epoca – fu di 10 milioni, su una popolazione francese di 48 milioni, di cui solo il 40% possedeva un televisore. In Italia i telespettatori raggiunsero i 18 milioni, cosa che spinse la RAI a cambiare il palinsesto e spostare la trasmissione dal secondo canale al primo.
La serie è stata girata a Parigi e molte scene sono ambientate nel Museo del Louvre, ove si nasconde un inquietante mistero, che si manifesta solo di notte, dopo l'orario di chiusura.

## Trama

### Episodio 1 -Il fantasma del Louvre
Un giorno al grande mercato delle pulci di Parigi alla porte de Clignancourt, lo studente universitario Andrea Bellegarde conosce un anziano antiquario che colleziona ritagli di giornale relativi a fatti inspiegabili segnalati in tutto il mondo. L'uomo sostiene l'esistenza di eventi incomprensibili alla scienza.
Durante un controllo serale, una figura spettrale appare a Gautrais, uno dei custodi del Museo del Louvre; l'uomo viene accusato di essere un visionario, anche perché in passato aveva avuto problemi di alcolismo. Il mattino successivo, però, il capo dei custodi Sabourel viene rinvenuto assassinato in un'altra sala.

Belfagor in una scena della miniserie

A Parigi si diffonde la voce di un fantasma al Louvre; Andrea Bellegarde decide di nascondersi nel museo in modo da farsi chiudere dentro a fine orario di apertura, perché non crede in un fatto soprannaturale. Ma non è solo: una ragazza da lui conosciuta per caso poco prima si fa chiudere insieme a lui. Vedono un ragazzino che si aggira per il museo buio e poi si inginocchia davanti alla statua del dio caldeo Belfagor, sulla quale soffia ripetutamente una polvere misteriosa; poco dopo lo spettro si manifesta, vestito di nero da capo a piedi, con una maschera di cuoio sul volto, e cammina nelle sale del museo preceduto dal ragazzino in calzoni corti, che sembra fargli da guida. Bellegarde sta per avere la peggio, viene atterrato ai piedi della statua del dio Belfagor, ma improvvisamente saltano fuori da ogni angolo poliziotti in borghese.
Il fantasma si dilegua inspiegabilmente nelle sale buie. Bellegarde viene soccorso e scopre che la ragazza è Colette, figlia del commissario Ménardier appena intervenuto, che l'ha usato come esca. Andrea e Colette cominciano a frequentarsi, tra i due c'è un'evidente simpatia che forse si trasformerebbe in qualcosa di più se non si mettesse di mezzo un'altra donna: infatti Bellegarde viene fermato per strada da Luciana Borel, una bella donna che con la scusa di un autografo (il giovane è diventato una celebrità per aver visto il fantasma) lo porta
a casa propria e tenta di sedurlo.
Il commissario Ménardier riceve una telefonata: una voce maschile che si qualifica come Belfagor lo invita a recarsi a un indirizzo di periferia. Qui, in una ricca villa di campagna, viene accolto dall'anziana Lady Hodwin che sostiene di saperla lunga su Belfagor e lo invita a insabbiare le indagini perché troppo pericolose. Ménardier naturalmente rifiuta. Le indagini girano a vuoto. I custodi scoprono che alcune statue sono state spostate nelle sale del Louvre. Nel frattempo Colette subisce una misteriosa aggressione intimidatoria in un cinematografo.

### Episodio 2 -Il segreto del Louvre
Ménardier è riuscito a sottrarre a Lady Hodwin un biglietto che riconosce appartenere a Luciana Borel, la donna misteriosa e sensuale che ha conquistato Andrea Bellegarde, con disappunto di Colette. La contatta ma anche lei è evasiva, e gli consiglia a sua volta di evitare di indagare su Belfagor.
Luciana Borel porta con sé Andrea a casa di Williams, un amico così stretto da avere compromesso la sua precedente relazione sentimentale. Andrea fatica a entrare nell'ambiente e viene coinvolto nei discorsi solo quando si viene a sapere che ha visto di persona il fantasma del Louvre. La sera, all'uscita degli ospiti, Williams riceve in casa Lady Hodwin.
Charel, ex fidanzato di Luciana che attribuisce la fine della loro relazione alla figura di Williams, si incontra con Colette per lamentarsi di essere stato sostituito da Andrea, ma durante il loro incontro la ragazza sparisce. Ménardier si allarma, ma per fortuna Colette viene quasi subito ritrovata in stato di incoscienza sulla Torre Eiffel, dove due individui hanno dimostrato che avrebbero potuto scaraventarla di sotto. Si tratta di un nuovo avvertimento per il commissario. Lady Hodwin si reca al commissariato per invitare di nuovo cordialmente Ménardier a desistere dalle indagini; siccome paventa che possa accadere qualcosa a sua figlia Colette, il poliziotto decide di fermarla, ma una telefonata del consolato britannico lo costringe a rilasciarla.
Il fantasma ricompare una notte nel museo, ma di nuovo si dilegua nel nulla. Il custode Gautrais però fa una scoperta sensazionale: il fondo di uno dei sarcofaghi esposti è mobile, si abbassa come un montacarichi. Gautrais avverte Andrea e i due si fanno chiudere per la notte nelle sale del museo, azionano il meccanismo di discesa nel sarcofago e penetrano nei sotterranei del Louvre. Qui, nascosti, assistono a scene straordinarie e rivelatrici. Il ragazzino-guida dorme su un lettino, mentre Williams si fa iniettare una soluzione in vena, al fine di richiamare in vita Belfagor, che gli sta a fianco disteso. La cosa ha buon esito: Belfagor si alza e William gli ordina di andare a cercare nel museo la soluzione ad un mistero. Andrea ipotizza che si tratti del mitico “metallo di Paracelso”, prezioso e radioattivo insieme. Il ragazzino e Belfagor, allora, attraverso il montacarichi, salgono verso le sale di esposizione.
Andrea e Gautrais tornano nelle sale, dove vedono la statua di Belfagor che brilla di luce propria. Contrariamente al parere di Gautrais, Andrea decide allora di tornare nei sotterranei dicendo: "Ormai non posso fermarmi. Devo sapere che significa tutto questo". Prima di scendere attraverso il montacarichi, dà appuntamento al custode al bar di fronte al museo dopo tre giorni; nel momento concordato, però, non si presenta all'atterrito Gautrais, che teme il peggio.

### Episodio 3 -I Rosacroce
Quando finalmente Andrea ricompare, è fortemente impressionato da ciò che ha visto. Non vuole però rivelare nulla né a Gautrais, né al commissario Ménardier, il quale da alcuni indizi intuisce di avere a che fare con una banda che pretende di essere erede dei Rosacroce. Questo dettaglio ha un'influenza decisiva su Andrea, colpito dai risvolti pseudo-filosofici dell'organizzazione. Ménardier è comunque deciso a usarlo come esca e fa pubblicare sui giornali un articolo in base al quale lo studente sarebbe pronto a rivelare ciò che sa. La polizia si apposta fuori da casa sua, nella speranza di catturare il fantasma, ma Colette fa fallire l'agguato, preoccupata per la sicurezza del giovane che ama.
Lady Hodwin si barcamena tra la volontà di proteggere Andrea e Colette, e l'intenzione di non rivelare nulla a proposito di Belfagor. Ma il gioco si fa pericoloso: Williams strangola l'anziana donna, che nel frattempo gli ha rivelato di essere sua madre. La prossima vittima sarà Andrea.
Ménardier riesce a arrivare fino al signor Hiquet, padre di Luciana Borel, un collezionista di antichità, il quale gli consegna un documento storico dei Rosacroce che menziona un tesoro nascosto nel palazzo del Louvre. Il commissario ipotizza che tramite Luciana questo sia arrivato a Williams, il quale si è messo in testa di recuperarlo. Solo dopo essere stato ripescato dalle acque della Senna, dove è stato scaraventato per intimidirlo, e di fronte alla pergamena dei Rosacroce, Andrea conferma i sospetti del commissario. Il tesoro è un metallo con proprietà radioattive. Ma chi è Belfagor?
Andrea accusa Luciana di averlo ingannato, ma nonostante ciò non riesce a staccarsene. Lei conferma di aver parlato a Williams del segreto dei Rosacroce, ma non sa chi sia Belfagor: è un individuo che agisce in stato di ipnosi profonda, sotto l'influenza di un farmaco di antica formulazione. Luciana inoltre ha una sorella gemella, Stéphanie Hiquet, la quale ha lasciato che tutti la credessero morta in un incidente.
A questo punto il fantasma se la prende con Luciana: una notte si introduce in casa sua e solo la presenza di Andrea lo fa fuggire. Tuttavia ha lasciato dietro di sé il vestito, inconfondibile, che convince la polizia a trarre in arresto Luciana, della quale però non è possibile ottenere il rilascio perché l'incarico delle indagini è stato tolto a Ménardier.
Andrea viene convocato dalla propria banca che lo invita a chiudere il conto corrente perché ogni giorno vengono versati via posta assegni di ingente importo, firmati da Williams. Alla ricerca dell'ufficio postale in cui vengono spediti, Andrea rinviene fortuitamente, presso uno sfasciacarrozze, la macchina per scrivere con cui viene compilato l'indirizzo della banca sulla busta, ma, dopo un inseguimento appassionante attraverso e all'interno dei rottami delle auto, viene catturato e rapito da tre individui. Legato ai respingenti di un vagone sui binari della ferrovia, rischierà più volte di essere schiacciato da altri vagoni che vengono spinti su quel terminale, ma riuscirà infine a fermare quello che sta viaggiando proprio sui suoi binari, spingendo con un calcio un blocco metallico che frena il convoglio, prima di svenire per lo stress.

### Episodio 4 -Appuntamento col fantasma
Andrea è di nuovo prigioniero. Colette, che l'ha seguito di nascosto, riesce a introdursi dalla finestra nella stanza dove è legato. Mentre evadono seguendo il cornicione delle finestre, Andrea e Colette sono tenuti sotto tiro da Williams, ma Luciana lo costringe a non sparare. La donna lo segue poi in un castello fuori città dov'è stato costruito il mito di Belfagor. Vuole assolutamente conoscere l'identità del fantasma del Louvre, ma l'uomo le somministra un sonnifero. Sopraggiunge Andrea, armato, che si prefigge lo stesso scopo, ma Williams ha il sopravvento con l'aiuto di un complice.
Stanco dei misteri che circondano Luciana, Andrea decide di troncare con lei. Le comunica che sposerà Colette. Luciana capisce quindi di essere innamorata, per la prima volta nella propria vita. Decisa a aiutare Andrea, pretende di sapere da Williams l'identità del fantasma. Williams le confessa di amarla a sua volta e la invita a partire con lui per recarsi all'estero, ma lei rifiuta.
Ménardier (che ha finto di non essere più incaricato delle indagini), Andrea e il custode Gautrais ricevono una comunicazione da Belfagor, che dà loro appuntamento per la notte nella solita sala del Louvre. I tre si nascondono e scorgono il fantasma ai piedi della statua, ma un colpo di pistola sparato da una mano sconosciuta lo abbatte. Andrea toglie la maschera: nel costume di Belfagor c'è Stéphanie, la gemella di Luciana. Nessuno crede che Belfagor sia davvero lei: è un tentativo di convincere la polizia a chiudere le indagini.
Stéphanie non è morta, ma il suo attentato accelera la conclusione finale. Luciana affronta Williams, il quale rivela che chi si nasconde sotto la maschera di Belfagor e agisce sotto incantesimo e sotto droga è proprio lei, Luciana. La rivelazione la sconvolge. Williams e Luciana litigano in auto mentre lei guida, e vanno a sbattere fuori strada in una zona industriale apparentemente abbandonata. C'è però un custode che, mentre i due discutono, chiama la polizia. Arrivano Ménardier e Andrea, e Williams gli spara. Nel frattempo Luciana è salita in alto sui tralicci di metallo. Williams nella lotta coi gendarmi riesce ad impossessarsi del loro microfono, e istiga Luciana al suicidio. Andrea sale per avvicinarla e convincerla a desistere, ma alla fine lei si lancia nel vuoto. Alla lettura del testamento di Lady Hodwin, si scoprirà che l'eccentrica donna ha lasciato a Colette e Andrea i suoi grammofoni, come regalo di nozze. L'ultima scena mostra il carretto di un rigattiere che mentre passa vicino pedalando annuncia la vendita di roba vecchia, e dopo una battuta con cui Andrea e Colette ricordano che tutto è cominciato quando Andrea, affascinato dalla curiosità sui misteri del passato, ha seguito nel suo negozio un altro rigattiere, i due dichiarano l'avventura finita e si allontanano insieme ridendo, finalmente felici.

## Episodi
Trasmissione originale ORTF del 1965:
1. Le Louvre (Il fantasma del Louvre), 6 marzo 1965
2. Le Secret du Louvre (Il segreto del Louvre), 13 marzo 1965
3. Les Rose-Croix (I Rosa Croce), 20 marzo 1965
4. Le Rendez-vous du fantôme (Appuntamento col fantasma), 27 marzo 1965

Trasmissione su Antenne 2 del 1978:
1. Les Rendez-vous du fantôme
2. Le Louvre
3. Belphégor attaque
4. Ménardier dans l'impasse
5. Le guet-apens
6. Le secret du Louvre
7. La Veuve de 4 heures du matin
8. Le secours aux noyés
9. Bellegarde se fâche
10. L'Homme au chien
11. La Lumière noire
12. P.-S. : Soyez là à minuit
13. Le Voile se déchire

## Produzione

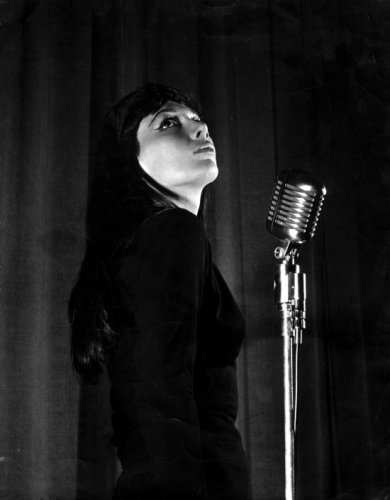
Juliette Gréco nel 1961

La serie, interpretata dalla cantante Juliette Gréco nel ruolo delle due gemelle Borel, si discosta molto dal romanzo scritto da Arthur Bernède. Nel costume del fantasma recita invece il mimo Isaac Alvarez, che lo spettatore ha l'occasione di vedere brevemente in viso durante la scena della cena a casa Williams, perché appare anche come comparsa nel ruolo di un maggiordomo.
Rispetto al romanzo di Arthur Bernède (il quale aveva collaborato alla sceneggiatura del film muto del 1927), l'ideatore Claude Barma è intervenuto sul soggetto per aggiungere un tocco d'esotismo e per attualizzare la storia: per esempio, il tesoro nascosto nel Louvre non sono più i gioielli dei re di Francia bensì il segreto dei Rosacroce, che possiede anche proprietà radioattive.
Gli interni ambientati nel museo non furono girati nelle sale del Louvre, bensì negli studi di posa di Saint-Maurice.

## Distribuzione

### Trasmissione
La miniserie è stata trasmessa su ORTF in 4 puntate dal 6 al 27 marzo 1965. Visto lo straordinario successo, anche nella successiva messa in onda del 1968, la miniserie è stata replicata nel 1978 su Antenne 2, divisa in 13 episodi.
In Italia la miniserie è stata trasmessa dalla Rai in 6 puntate, dal 15 giugno al 21 luglio 1966, prima sul Secondo Canale, poi - gli ultimi due episodi - sul Programma Nazionale: la Rai infatti cambiò "eccezionalmente" non solo il canale di trasmissione ma anche il giorno di programmazione (dal mercoledì delle prime quattro puntate al giovedì per quelle finali). La serie è stata in seguito replicata diverse volte. Nel 1969 sempre  in 6 puntate e sempre sulla RAI a partire dal 10 Giugno fino al  22 Luglio, in tarda serata sul secondo canale nazionale.
Nell'edizione italiana, inoltre, il nome della protagonista, nell'originale francese Laurence Borel, è diventato Luciana, mentre André Bellegarde è divenuto Andrea Bellegarde.
In  Italia la miniserie è stata trasmessa nuovamente nel 1975, in sei puntate andate in onda sul Secondo Canale dal 13 gennaio al 17 febbraio,  alle ore 19. 

### Home video
La versione commercializzata su DVD presenta i 4 episodi dell'edizione originale francese del 1965. Questa versione è stata pubblicata in Italia da Yamato Video nel 2002 in 4 DVD con il titolo Belfagor - Il fantasma del Louvre, unitamente al serial cinematografico Belfagor del 1927, in ulteriori 2 altri DVD.

## Accoglienza
L'audience della prima messa in onda nel 1965 in Francia è risultata eccezionale: 10 milioni di telespettatori su 48 milioni di abitanti, il 40% dei quali possedeva un televisore.

## Nella cultura di massa
La miniserie è citata da Elio e le Storie Tese nel brano Gargaroz, contenuto nell'album Studentessi, nella strofa: "Mi ritorna in mente quando alla TV c'era Belfagor".